# Маттіас Єстраніус
Маттіас Єстраніус (фін. Mattias Gestranius; нар. 7 червня 1978, Парайнен, Фінляндія) — фінський футбольний арбітр категорії ФІФА (з 2011 року).

## Кар'єра
Суддею почав працювати 2009 року. Дебютував на міжнародній арені також 2009. Суддя ФІФА з 2011. Судив матчі кваліфікаційного відбору молодіжного чемпіонату Європи 2011, чемпіонату світу 2014 та чемпіонатів Європи 2016.

## Матчі національних збірних
| Дата              | Збірні                       | Рахунок | Турнір               | ЖК | YK · YK · RK | RK |
| ----------------- | ---------------------------- | ------- | -------------------- | -- | ------------ | -- |
| 11 серпня 2010    | Уельс – Люксембург           | 5 – 1   | Товариський матч     | 5  | 1            | 0  |
| 1 червня 2012     | Латвія – Литва               | 5 – 0   | Товариський матч     | 4  | 1            | 1  |
| 6 вересня 2012    | Швеція – Китай               | 1 – 0   | Товариський матч     | 2  | 0            | 0  |
| 7 червня 2013     | Ірландія – Фарерські острови | 3 – 0   | Кваліфікація ЧС 2014 | 4  | 0            | 0  |
| 13 жовтня 2014    | Казахстан – Чехія            | 2 – 4   | Кваліфікація ЧЄ 2016 | 4  | 0            | 0  |
| 15 листопада 2014 | Молдова – Ліхтенштейн        | 0 – 1   | Кваліфікація ЧЄ 2016 | 2  | 0            | 0  |
| 25 березня 2015   | Данія – США                  | 3 – 2   | Товариський матч     | 5  | 0            | 0  |
| 29 березня 2015   | Шотландія – Гібралтар        | 6 – 1   | Кваліфікація ЧЄ 2016 | 0  | 0            | 0  |
| 9 жовтня 2015     | Швейцарія – Сан-Марино       | 7 – 0   | Кваліфікація ЧЄ 2016 | 1  | 0            | 0  |